# Srbské demokratické hnutí obnovy
Srbské demokratické hnutí obnovy (srbsky: Српски Демократски Покрет Обнове a Srpski Demokratski Pokret Obnove), zkratka СДПО a SDPO, je monarchistická politická strana v Srbsku. Jejím současným předsedou je Veroljub Stevanović a Vojislav Mihailović, nejmladší syn generála četniků Draža Mihailoviće.
Srbské demokratické hnutí za obnovu vzniklo 14. května 2005 ve městě Ravna Gora. Vzniklo rozštěpením uvnitř Srbského hnutí za obnovu (SPO), kvůli rozporům s hlavou strany Vukem Draškovićem a jeho ženou, Danicou. Ze 13 poslanců za Hnutí v Srbský parlament po volbách do parlamentu z roku 2003 jich 9 již zastupovalo novou SDPO, zbytek zůstal věrný Draškovićovi a SPO. 
SDPO udržuje úzké vazby s Demokratickou stranou Srbska premiéra Vojislava Koštunicy.
SDPO je členem  Mezinárodní monarchistické konference.